# Усеїнов Рамзан Еннанович
Рамза́н Енна́нович Усеї́нов (* 2 липня 1949, Самарканд, Узбецька РСР) — кримськотатарський живописець та графік, член Спілки художників СРСР (1988) та Національної спілки художників України (1994). Заслужений художник Автономної Республіки Крим (2001). Заслужений художник України (2009). Член Асоціації кримськотатарських художників. Лауреат премії Автономної Республіки Крим (2009).

## Короткий життєпис
Рамзан Усеїнов народився в Самарканді (Узбекистан) 2 липня 1949 р. в кримськотатарській родині виноробів. Батько мріяв, щоб він продовжив його справу, але Рамзан захопився образотворчим мистецтвом.
Навчався в дитячій художній студії, закінчив 1971 року відділення живопису республіканського художнього училища ім. П. П. Бенькова в Ташкенті.
1987 року входив до складу ташкентської групи «23». Став членом Спілки художників СРСР (1988).
1993 року художник переїхав на батьківщину своїх предків — до Криму. Живе і працює в місті Сімферополь. Активно займається громадською роботою, член Асоціації кримськотатарських художників. Член Національної спілки художників України (1994).
Постійний учасник республіканських, всесоюзних, міжнародних і закордонних виставок. Серед них виставки у Франції, Китаї, Туреччині, Угорщині, Німеччині та інших країнах.
Персональні виставки художника проходили в багатьох містах Криму, Києві, Вашингтоні (США), Абу-Дабі (ОАЕ) тощо.
1998 року на трієнале в Києві здобув нагороду за картину «Переліт птахів».
Твори митця зберігаються в Кримськотатарському музеї мистецтв, Сімферопольському художньому музеї, Державному музеї мистецтв Узбекистану, Національному художньому музеї України, а також музеях і приватних колекціях Німеччини, США, Польщі, Туреччини, Росії Індії.

## Творчість
Художник створив свій неповторний стиль, який вирізняється яскравим сонячним колоритом, характерним поєднанням східних мотивів та конкретикою південного кримського пейзажу. Улюблений колір — червоний.
Малює пейзажі, натюрморти, портрети, жанрові картини. Твори художника — це картини-роздуми, картини-спогади, узагальнені образи людей і природи.

## Вибрані твори
«Повернення» (1996), «Музиканти» (2000), «Політ», «Кавовий натюрморт», «Согдійські посли», «Туркеня», «Ти і я», «Ранній ранок» (усі — 2003) «Гурзуф» (2007), «Місячне світло» (2010), «Ай-Серез» (2014), «Кипариси» (2016).